# Герб Віли-Реала
Ге́рб Ві́ли-Реа́ла — офіційний символ міста Віла-Реал, Португалія. Використовується як територіальний герб. У золотому щиті дубовий вінок із листям і жолудями натурального кольору, простромлений срібним мечем знизу до гори. У центрі вінка червоний напис «ALEU». Щит увінчує срібна мурована міська корона з п'ятьма вежами.  Під щитом біла стрічка, на якій великими літерами напис португальською: «Vila Real» (Віла-Реал).  Офіційно затверджений 26 січня 1962 року.  

## Галерея

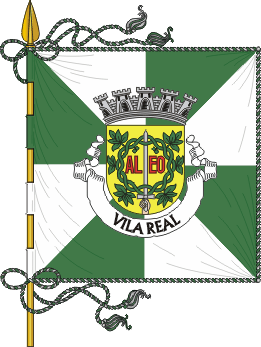
Прапор
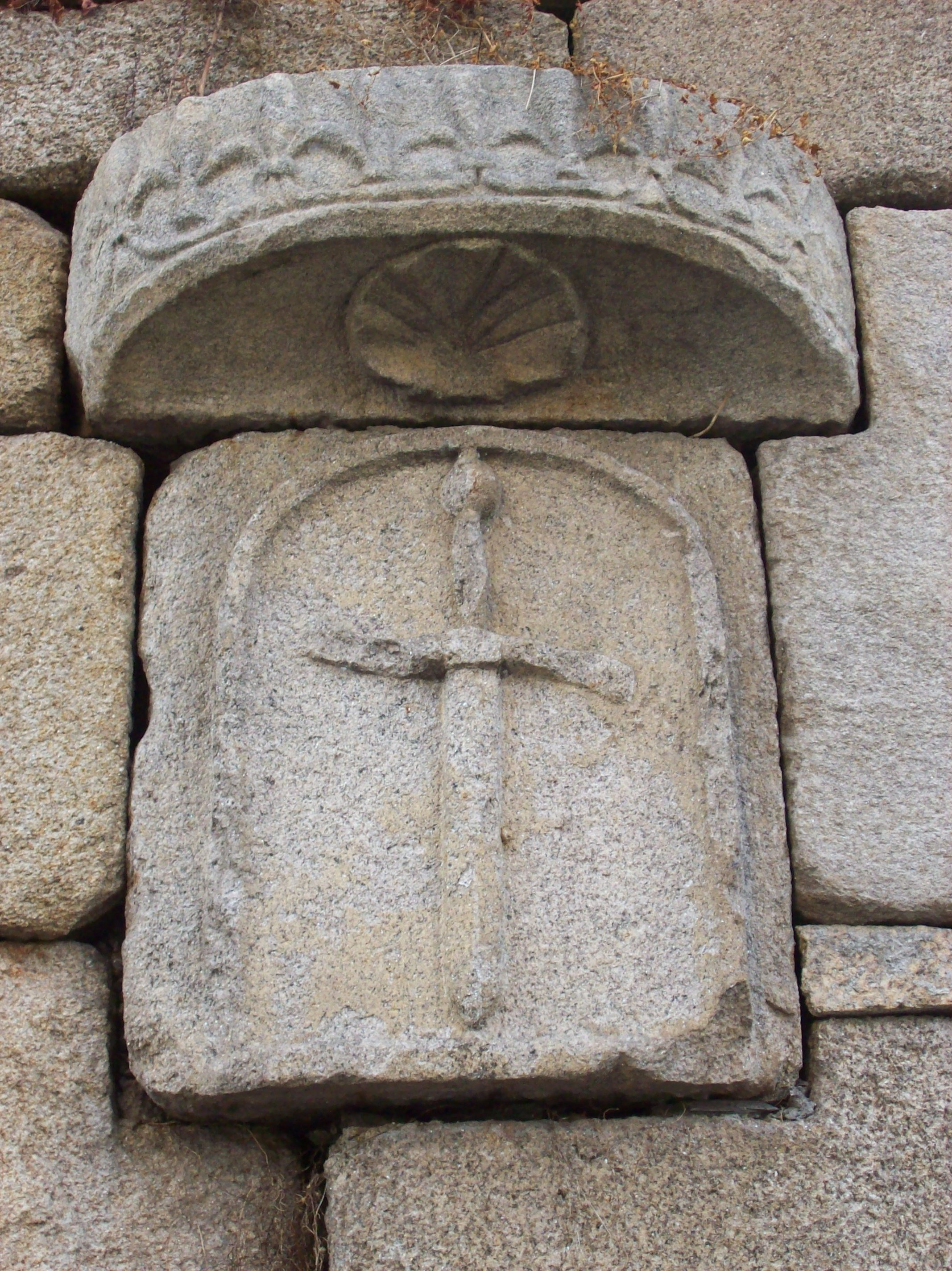
Герб (XVI ст.)
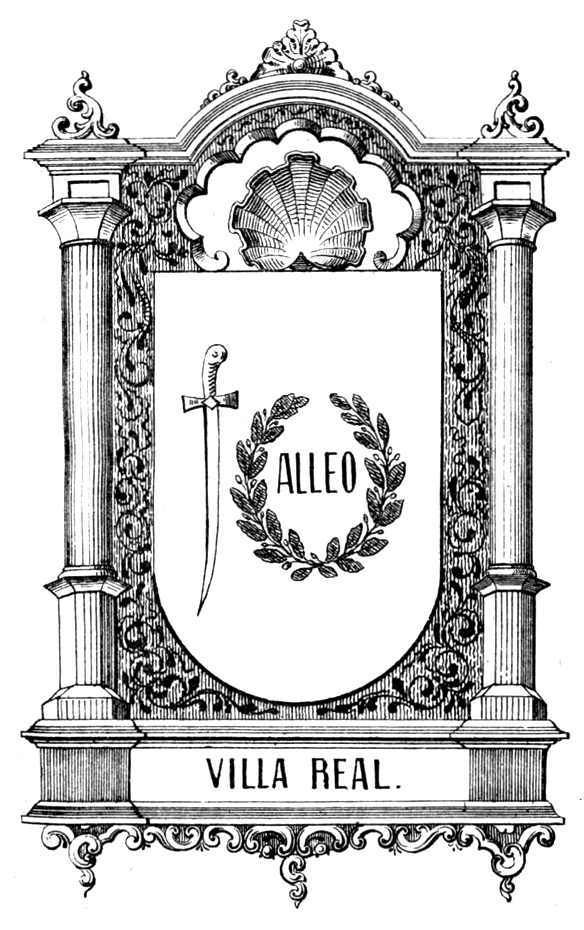
Герб (1862)
Герб